# Davy Dilamo
Davy Dilamo, artiestennaam van Davy Di Girolamo (Maaseik, 22 mei 1978), is een Belgische zanger, liedjesschrijver en entertainer.

## Loopbaan
Dilamo is de zoon van een Italiaanse modeontwerper en een Belgische kledingsspecialiste. Op zijn dertiende genoot Davy een muziekstudie aan de Gemeentelijke Muziekacademie van Maasmechelen, waar hij gitaar als instrument verkoos.
Na het behalen van zijn diploma 'Industrieel Ingenieur Elektronica' concentreerde Dilamo zich op een muzikale loopbaan. In de zomer van 2004 gaf hij een optreden in de Verenigde Staten. Tijdens zijn verblijf in de VS nam Dilamo ook een aantal nummers op in de Sun Studio in Memphis, Tennessee.
In januari 2005 behaalde Dilamo een vierde plaats en de publieksprijs op het Maaslands Songfestival 2005, gehouden in de schouwburg van Maasmechelen. Naar aanleiding hiervan verscheen op het Belgische TV Limburg een docusoap die Dilamo volgde in de aanloop naar de finale. Na het Maaslands Songfestival werd Dilamo samen met nog andere cultuurverdienstelijke Maasmechelaars ontvangen en gehuldigd door de burgemeester van Maasmechelen. Dilamo liep in 2005 stage aan de Pop Academy in Weismes.

### BASTA!
Dilamo werd in 2006 gevraagd de mannelijke solist te worden van de groep BASTA!, een gelegenheids(pop)koor bestaande uit 25 jonge en minder jonge Maaslanders dat zingt over verdraagzaamheid. Samen met BASTA! bracht Dilamo de single Verdraagzaamheid uit. De melodie van dit nummer is ontleend aan Her time has come van de Zuid-Afrikaanse artiest Francois Le Roux (Ha!Man). De Nederlandstalige tekst werd door de leden van BASTA! geschreven.

### Muzikale inspiratie
Zijn muzikale inspiratie vindt Dilamo in verschillende invloeden zoals opera, musical, big band, blues, soul, pop en rock, uit verschillende culturen en in verschillende talen. Die invloeden komen terug in zijn zelfgeschreven nummers. De backing vocals van zijn nummers zingt Dilamo zelf in.

## Discografie

### Singles
| Single met hitnotering(en) in de Vlaamse Ultratop 50 | Datum van verschijnen | Datum van binnenkomst | Hoogste positie | Aantal weken | Opmerkingen                 |
| ---------------------------------------------------- | --------------------- | --------------------- | --------------- | ------------ | --------------------------- |
| Verdraagzaamheid                                     | 26-05-2006            | -                     | -               | -            | met BASTA!                  |
| Amore no                                             | 2010                  | -                     | -               | -            |                             |
| Santa Lucia                                          | 2016                  | -                     | -               | -            |                             |
| Il mondo                                             | 2016                  | 31-12-2016            | tip             | -            |                             |
| Cinderella                                           | 2017                  | 24-06-2017            | tip             | -            | Nr. 43 in de Vlaamse Top 50 |